# Malta International 1989
Die Malta International 1989 im Badminton fanden vom 13. bis zum 14. Mai 1989 statt.

## Medaillengewinner
| Disziplin    | Gold                            | Silber                             | Bronze                            |
| ------------ | ------------------------------- | ---------------------------------- | --------------------------------- |
| Herreneinzel | Klaus Fischer                   | Heinz Fischer                      | Hubert Müller                     |
| Herreneinzel | Klaus Fischer                   | Heinz Fischer                      | Tariq Farooq                      |
| Dameneinzel  | Diana Koleva                    | Neli Boteva                        | Barbara Steurer                   |
| Dameneinzel  | Diana Koleva                    | Neli Boteva                        | Andrea Roschinsky                 |
| Herrendoppel | Klaus Fischer Heinz Fischer     | Christian Lund Martin Skovgaard    | Martin Farrugia Kenneth Vella     |
| Herrendoppel | Klaus Fischer Heinz Fischer     | Christian Lund Martin Skovgaard    | Tariq Farooq Heimo Götschl        |
| Damendoppel  | Diana Koleva Emilia Dimitrova   | Andrea Roschinsky Sophie Rotermund | K. Heide Monika Wilberg           |
| Damendoppel  | Diana Koleva Emilia Dimitrova   | Andrea Roschinsky Sophie Rotermund | Neli Boteva Suzanne Privitelli    |
| Mixed        | Vladimir Balun Emilia Dimitrova | Orlin Tzvetanov Diana Koleva       | Kenneth Vella Neli Boteva         |
| Mixed        | Vladimir Balun Emilia Dimitrova | Orlin Tzvetanov Diana Koleva       | Christian Lund Jeanette Ljungberg |